# وطنم تویی
وطنم تویی (به ترکی استانبولی: Vatanım Sensin) نام یک مجموعه تلویزیونی ترکی است که به وقایع آخرین سال‌های امپراتوری عثمانی و جنگ استقلال ترکیه می‌پردازد. این سریال بر اساس شخصیت‌های حقیقی ساخته شده‌است.
سریال با جنگ بالکان پس از جنگ جهانی اول و مرگ حسن تحسین آغاز می‌شود که برای اولین بار بر روی سربازان یونانی در ۱۵ مه ۱۹۱۹ در ازمیر آتش گشود. فصل اول با بنیان‌گذاری مجلس ملی ترکیه در آوریل ۱۹۲۰ به پایان می‌رسد.
فصل دوم سریال با معاهده سور در تاریخ ۱۰ اوت سال ۱۹۲۰ آغاز می‌شود و با آزادی ازمیر توسط ارتش ترکیه به پایان می‌رسد.

## خلاصه داستان
ژنرال جُودَت فردی عاشق وطن بود که در دوره پایانی جنگهای بالکان، در شهر سلانیک از توابع ارتش عثمانی خدمت می‌کرد. او عاشق همسر خود عزیزه است. برای فرزندانش پدری دلسوز و برای مادرش فرزندی مهربان و با وفا است. نقطه عطف زندگی او زمانی رقم می خورد که به همراه دوست نزدیک خود توفیق در حال دفاع از خاک میهن بودند ولی توفیق بخاطر سیم و زر از پشت به جودت شلیک میکند، و گمان کرد که جودت فوت کرده است ولی در واقع جودت زنده ماند و این رویداد جودت را ناچار به جدایی از خانواده‌اش کرد. عزیزه که گمان می کرد همسرش شهید شده ناچار به مهاجرت از سلانیک به ازمیر شد. توفیق در نبود دوست صمیمی‌اش یعنی جودت به عزیزه نزدیک شد اما احساسات خود را برای او بازگو نمی کرد. اما این احساس تنها موضوعی نبود که توفیق آن را همون رازی پیش خود مخفی نگه داشته بود.
جودت وارد ماموریتی سری از سوی مصطفی کمال آتاترک شده بود. او به عنوان نیروی نفوذی وارد ارتش یونان شد. به این ترتیب از سوی همه حتی عزیزه و فرزندان خود به عنوان کسی که به وطن خود خیانت کرده است مورد شماتت و دشمنی قرار گرفت و او ضربات زیادی به دولت یونان زد.

## بازیگران و شخصیت‌ها
- Halit Ergenç در نقش جِودت
- Bergüzar Gökçe Korel در نقش عزیزه
- Onur Saylak در نقش توفیق
- Şebnem Hassanisoughi در نقش اِفتلیا
- Celile Toyon در نقش حسیبه
- Miray Daner در نقش هلال
- Pınar Deniz در نقش یلدیز
- Boran kuzum در نقش لئون
- Mert Denizmen در نقش یینون
- Aslı Omağ در نقش ماریکا
- Hakan Salınmış در نقش اشرف پاشا
- Yasemin Szawlowski در نقش النی
- Kubilay aka در نقش علی کمال
- بکی Davrak در نقش واسیلی
- Senan Kara در نقش ورونیکا
- Kolukısa در نقش هریستو
- Serhat Tutumluer در نقش وزیر یونانی
- Mehmet Sekmen کاظم پاشا
- Turgut Tunçalp در نقش حسن اولماز
- Genco Özak در نقش محمد
- Fatih Artman در نقش یعقوب
- Ahmad Uğur در نقش لطفی
- Levent Can در نقش فلیپوس